# Джозеф Лоузі
Джо́зеф Ло́узі (фр. Joseph Losey; *14 січня 1909, Ла Кросс, Вісконсин, США — †22 червня 1984, Лондон, Велика Британія) — американський і британський театральний та кінорежисер.

## Біографія
Джозеф Лоузі народився 14 січня 1909 року у місті Ла-Кросс, штат Вісконсин у США, в сім'ї з голландськими коренями та з суворими пуританськими традиціями. Спочатку Джозеф планував стати лікарем, тому почав вивчати медицину у Дартмутському коледжі, але захопився театром і змінив свої плани, поступивши до школи мистецтв при Гарвардському університеті. В цей же час як актор працював у трупі «Майстерня 47». У 1930 році Лоузі залишив роботу і влаштувався театральним критиком провідних видавництв Нью-Йорка після чого знову повертається у театр, але вже як асистент режисера та режисер.
У 1935 році Джозеф Лоузі відвідав Європу заради вивчення нових театральних теорій від часопису «Variety». Вивчав систему Брехта, відвідав Москву для знайомства з Всеволодом Меєргольдом, був на лекціях С. М. Ейзенштейна. Після повернення до США Джозеф Лоузі займався випуском «Живої газети», яка була публіцистичними театральними виставами.
На кінець 1930-х — початок 1940-х років відносяться і перші досліди Лоузі ув царині документального та науково-популярного кіно, у 1942 році працював режисером на радіо. У 1943 році Лоузі було призвано на військову службу, де він продовжував знімати навчальні фільми для військового відомства.
Після війни Джозеф Лоузі повертається у театр і в 1947 році ставить в Лос-Анджелесі найзнаменитіший свій спектакль «Галілео Галілей» за п'єсою Бертольта Брехта. Переклад був здійснений за допомогою самого Брехта, у головній ролі славився Чарльз Лотон. Згодом, у 1974 році Лоузі адаптував п'єсу для кінематографу, поставивши у Великій Британії фільм «Галілео» з Хаїмом Тополем у головній ролі.
Перший повнометражний ігровий фільм «Хлопчик із зеленим волоссям» Джозеф Лоузі зняв у 1948 році. У цій притчі про право бути не таким, як усі, вже було закладено основний мотив подальшої творчості режисера: пильне вивчення поведінки людей у виняткових обставинах, що виявляють їх суть . Знявши кілька голлівудських фільмів із серії «чорних фільмів», Лоузі, відомий своїми лівими переконаннями, став жертвою маккартистського «полювання на відьом»: був звинувачений у зв'язках з комуністами та був включений до «Чорного списку» Голлівуду. Після цього Лоузі був вимушений поїхати в добровільне вигнання до Великої Британії.

### Кар'єра в Європі

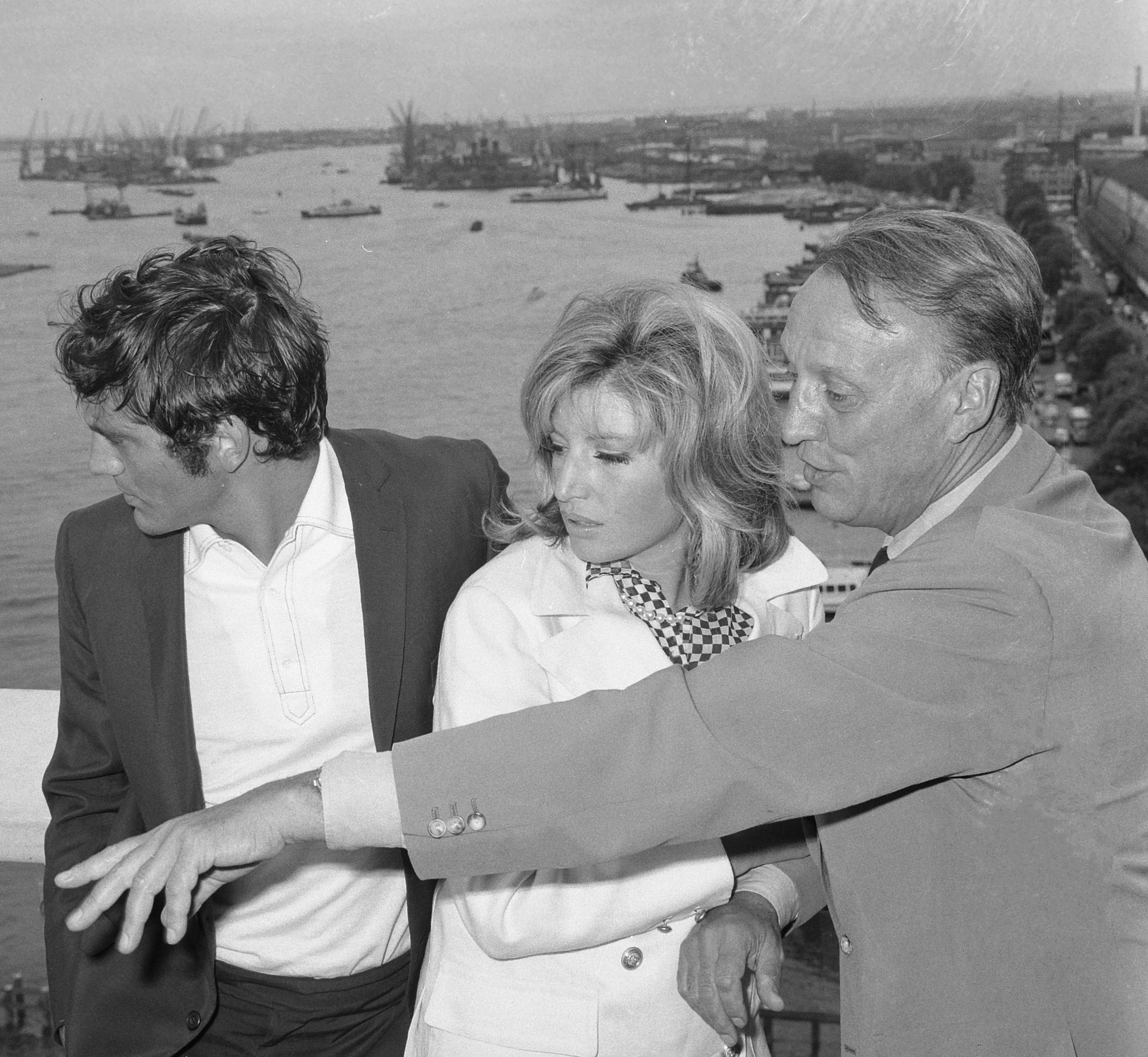
Теренс Стемп, Моніка Вітті та Д. Лоузі у Амстердамі, 1965

Оселившись в Англії, Джозеф Лоузі перший час був вимушений працювати під псевдонімами Віктор Генбері (фільм «Сплячий тигр», 1954) та Джозеф Волтон («Близький незнайомець», 1956), оскільки актори побоювалися, що після роботи у фільмах Лоузі у них теж можуть виникнути проблеми у Голлівуді. Як і в Америці, у Великій Британії Лоузі ставив переважно трилери, забарвлені гіркотою, почуттям безнадійності, з рідкісними ліричними епізодами. Найвідоміший з них, «Прокляті» (1961) — фантастичний трилер, спрямований проти загрози атомної війни.
Найбільший успіх у 1960-ті року Джозефу Лоузі принесли фільми, зняті у співдружності зі сценаристом Гарольдом Пінтером «Слуга» (англ. The Servant, 1963), «Нещасний випадок» (англ. Accident, 1967, спеціальний приз журі МКФ в Канні) та «Посередник» (1971, «Золота пальмова гілка» Каннського кінофестивалю).
Загальна криза англійського кіно у 1970-ті роках змусила Джозефа Лоузі працювати в різних країнах Європи та світу. В Іспанії він знімає алегоричну драму переслідування «Ландшафт з фігурами» (1970), у Мексиці та Італії — «Вбивство Троцького» (1972), у Норвегії — «Ляльковий будиночок» (1973) за Ібсеном.
Після 1976 Джозеф Лоузі працював переважно у Франції, де зняв «Мосьє Кляйн» (1976) з Аленом Делоном у головній ролі (премії Сезар 1977 року за найкращий фільм та найкращу режисерську роботу) та один з найкращих фільмів-опер «Дон Жуан» на музику Моцарта (1979). Після цілковитої невдачі з екранізацією роману Роже Вайяна «Форель» (1982) Лоузі повернувся до Лондона.
Помер Джозеф Лоузі 22 червня 1984 року в Лондоні під час роботи над монтажем свого останнього фільму «Парилка».

## Фільмографія
- 1948 — Хлопчик із зеленим волоссям / The Boy with Green Hair
- 1951 — Без закону / Lawless
- 1951 — Мародер / The Prowler
- 1951 — Велика ніч / The Big Night
- 1952 — Незнайомець у пошуках здобичі / Imbarco a Mezzanotte
- 1954 — Сплячий тигр / The Sleeping Tiger
- 1956 — Близький незнайомець / The Intimate Stranger
- 1957 — Безжальний час / Time Without Pity
- 1958 — Циганка та джентльмен / The Gypsy and the Gentleman
- 1959 — Побачення наосліп / The Blind Date
- 1960 — Злочинець / The Criminal
- 1962 — Єва / Eva
- 1963 — Слуга / The Servant
- 1963 — Прокляті / The Damned
- 1964 — За короля і батьківщину / King & Country
- 1966 — Модесті Блейз / Modesty Blaise
- 1967 — Нещасний випадок / Accident
- 1968 — Таємна церемонія / Secret Ceremony
- 1968 — Бум! / Boom!
- 1970 — Ландшафт з фігурами / Figures in a Landscape
- 1971 — Посередник / The Go-Between
- 1972 — Вбивство Троцького / The Assassination of Trotsky
- 1973 — Ляльковий будиночок / A Doll's House
- 1975 — Галілео / Galileo
- 1975 — Романтична англійка / The Romantic Englishwoman
- 1976 — Мосьє Кляйн / Monsieur Klein
- 1978 — Дороги Півдня / Les Routes du Sud
- 1979 — Дон Жуан / Don Giovanni
- 1982 — Форель / La truite
- 1984 — Парня́ / Steaming

## Нагороди та номінації
| Рік                                  | Категорія                                       | Фільм                   | Результат |
| ------------------------------------ | ----------------------------------------------- | ----------------------- | --------- |
| Венеційський кінофестиваль           |                                                 |                         |           |
| 1962                                 | Золотий лев                                     | Єва                     | Номінація |
| 1963                                 | Золотий лев                                     | Слуга                   | Номінація |
| 1964                                 | Золотий лев                                     | За короля і батьківщину | Номінація |
| 1982                                 | Золотий лев                                     | Форель                  | Номінація |
| Нью-Йоркське коло кінокритиків       |                                                 |                         |           |
| 1900                                 | Найкращий фільм                                 | Слуга                   | 3 місце   |
| Каннський кінофестиваль              |                                                 |                         |           |
| 1966                                 | Золота пальмова гілка                           | Модесті Блейз           | Номінація |
| 1967                                 | Золота пальмова гілка                           | Нещасний випадок        | Номінація |
| 1967                                 | Ґран-прі журі                                   | Нещасний випадок        | Перемога  |
| 1971                                 | Золота пальмова гілка                           | Посередник              | Перемога  |
| 1976                                 | Золота пальмова гілка                           | Мосьє Кляйн             | Номінація |
| Італійський синдикат кіножурналістів |                                                 |                         |           |
| 1966                                 | Срібна стрічка найкращому іноземному режисерові | Слуга                   | Перемога  |
| 1966                                 | Срібна стрічка найкращому іноземному режисерові | За короля і батьківщину | Номінація |
| 1972                                 | Срібна стрічка найкращому іноземному режисерові | Посередник              | Номінація |
| Премія BAFTA                         |                                                 |                         |           |
| 1968                                 | Найкращий британський фільм                     | Нещасний випадок        | Номінація |
| 1972                                 | Найкраща режисура                               | Посередник              | Номінація |
| Премія Sant Jordi                    |                                                 |                         |           |
| 1972                                 | Найкращий іноземний фільм                       | Посередник              | Перемога  |
| Премія Сезар                         |                                                 |                         |           |
| 1977                                 | Найкращий фільм                                 | Мосьє Кляйн             | Перемога  |
| 1977                                 | Найкраща режисерська робота                     | Мосьє Кляйн             | Перемога  |
| 1980                                 | Найкращий фільм                                 | Дон Жуан                | Номінація |
| 1980                                 | Найкраща режисерська робота                     | Дон Жуан                | Номінація |